# Krešimir Pintarić
Krešimir Pintarić (Osijek, 1971.), hrvatski književnik iz Osijeka. Piše romane i pjesme.

## Životopis
Rodio se je 1971. godine u Osijeku. U Zagrebu je na Filozofskom fakultetu diplomirao je komparativnu književnost, bibliotekarstvo i opću informatologiju. Pisao je kolumne i glazbene recenzije. Bio urednik u više tjednika, časopisa i internetskih portala. Djela su mu uvrštena u više antologija. Neka djela prevedena su i objavljana na slovenskom, češkom, njemačkom i engleskom. Njegova treća zbirka poezije Commedia priređena je i kao prva hrvatska multimedijska zbirka stihova na CD-ROM-u i u tiskanom izdanju. Od 2001. vodi projekt Društva za promicanje književnosti na novim medijima Besplatne elektroničke knjige, čiji je glavni urednik.

## Djela
Djela:
- Tour de force, poezija/proza, 1997.
- Divovski koraci, poezija, 2001.
- Commedia, Zagreb, poezija/multimedija, 2002.
- Rebeka mrzi kada kokoši trče bez glave, priče, 2003.
- Ljubav je sve, roman, 2005.
- U tvom zagrljaju zaboravljam svako pretrpljeno zlo, roman, 2008.
- Ljubavni kolopleti, roman, 2015.

## Nagrade i priznanja
- Nagrada Josip i Ivan Kozarac za debitantsku knjigu pjesama/tekstova "Tour de force" 1997., u kategoriji mladih autora[1][2]

## Vanjske poveznice
- Krešimir Pintarić
- Besplatne elektroničke knjige
- Krešimir Pintarić: Internetsko nazivlje, Filozofski fakultet u Zagrebu

Odsjek za informacijske znanosti, pojmovnik internetskog nazivlja sastavljen za potrebe Radionice za nazivlje održane u okviru 4. seminara "Arhivi, knjižnice, muzeji" (Rovinj, 22. – 24. studenoga 2000.)